# St. Ursula (Ergersheim)

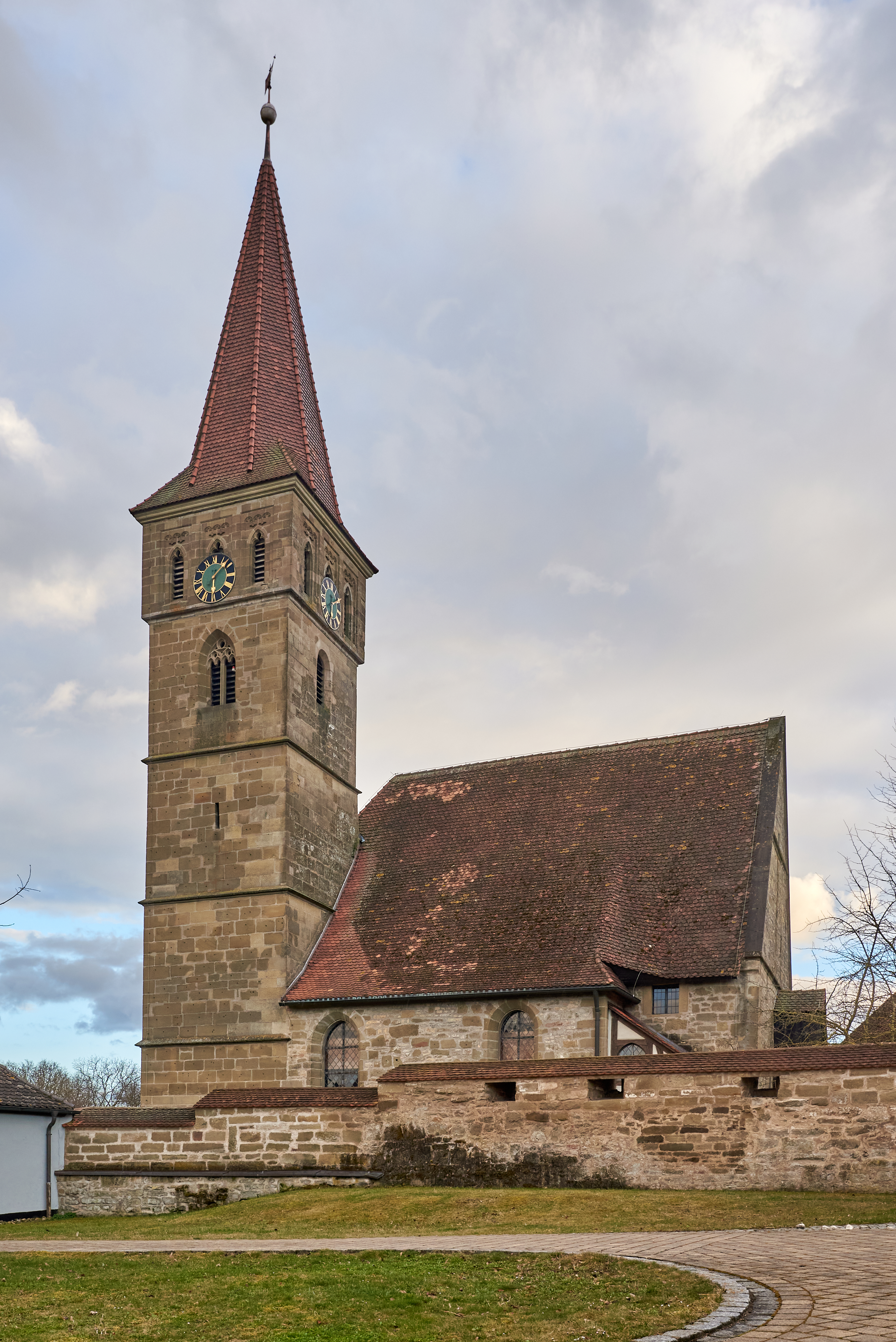
St. Ursula (Ergersheim)

Die evangelische Pfarrkirche St. Ursula ist ein denkmalgeschütztes Kirchengebäude, das in Ergersheim steht, einer Gemeinde im Landkreis Neustadt an der Aisch-Bad Windsheim (Mittelfranken, Bayern). Das Bauwerk ist unter der Denkmalnummer D-5-75-122-1 als Baudenkmal in der Bayerischen Denkmalliste eingetragen. Die Kirchengemeinde gehört zum Dekanat Bad Windsheim im Kirchenkreis Ansbach-Würzburg der Evangelisch-Lutherischen Kirche in Bayern.

## Beschreibung
Die unteren drei Geschosse des Chorflankenturms aus Quadermauerwerk und der Chor aus einem Joch mit 5/8-Schluss im Süden des Turms stammen aus dem 14. Jahrhundert. Der Turm wurde 1887 um zwei neugotische Geschosse aufgestockt, die den Glockenstuhl und die Turmuhr beherbergen, und mit einem achtseitigen, spitzen Helm bedeckt. Das Langhaus wurde noch im 15. Jahrhundert aus Bruchsteinen errichtet, es wurde Mitte des 16. Jahrhunderts nach Norden um ein Seitenschiff erweitert. 
Der Innenraum des Chors ist mit einem Kreuzrippengewölbe auf Konsolen überspannt, der des Langhauses mit einer Kassettendecke. Das Seitenschiff wird von doppelstöckigen Emporen ausgefüllt. Zur Kirchenausstattung gehört ein Flügelaltar, der um 1515 gebaut wurde. Der Altarauszug ist als Ädikula gestaltet. Die Orgel mit 15 Registern, davon 11 auf den zwei Manualen, wurde 1991 von Hey Orgelbau errichtet.